# 比德拉
比德拉，是西班牙加泰罗尼亚赫罗纳省的一个市镇。总面积35平方公里，总人口163人（2001年），人口密度5人/平方公里。